# Chiridopsis
Chiridopsis es un género de escarabajos de la familia Chrysomelidae. En 1922 Spaeth describió el género. Contiene las siguientes especies:
- Chiridopsis atricollis Borowiec, 2005
- Chiridopsis aubei (Boheman, 1855)
- Chiridopsis defecta Medvedev & Eroshkina, 1988
- Chiridopsis ghatei Borowiec & Swietojanska, 2000
- Chiridopsis levis Borowiec, 2005
- Chiridopsis maculata Borowiec, 2005
- Chiridopsis marginepunctata Borowiec, 2005
- Chiridopsis nigropunctata Borowiec & Ghate, 1999
- Chiridopsis nigroreticulata Borowiec, 2005
- Chiridopsis nigrosepta (Fairmaire, 1891)
- Chiridopsis punctata  (Weber, 1801
- Chiridopsis rubromaculata Borowiec, Ranade, Rane & Ghate, 2001